# Definicija
Definicija je izjava, ki razlaga pomen besede ali besedne zveze. Izraz, ki ga definiramo, se imenuje definiendum (lat. »to, kar je treba definirati«). Besede, ki jih uporabimo pri definiranju, imenujemo definiens (lat. »to, kar definira«).

## Delitev definicij

### Deskripcija in stipulacija
Definicija lahko opisuje pomen, ki ga ima določen jezikovni znak v splošni rabi. V tem primeru govorimo o deskriptivni definiciji. Če govorec želi z definicijo določenemu jezikovnemu znaku dodati nov pomen, govorimo o stipulativni definiciji.
Deskriptivno definicijo lahko preverimo; jo ovržemo ali potrdimo, potem ko njeno »pravilnost« preverimo na primerih rabe (npr. z zgledi iz korpusov). Stipulativne definicije na tak način ni mogoče preveriti.

### Intenzija in ekstenzija
Intenzionalna definicija navaja nujne in zadostne pogoje, ki so potrebni, da je kaka stvar lahko član neke množice. Ekstenzionalna definicija kakega koncepta navaja njegovo ekstenzijo. Gre za navajanje vseh objektov, ki so člani določene množice.

### Definicija z rodom in vrstno razliko
Tradicionalno definicija sestoji iz roda (genus), ki mu definirani pojem pripada, in vrstne razlike (razlikovalna oznaka, ki pojem razločuje od drugih članov istega rodu). Tako je 'trikotnik' definiran kot 'geometrijski lik (= rod) s tremi koti (= vrstna razlika)'.

## Bistvo, jedro definicije
Že antični misleci so si definicijo razlagali kot opis bistva določenega pojma. Aristotel je trdil, da že sam opis bistva prispeva k opisu narave pojma in da mora definicija to vsekakor vključevati. Kot posledica tovrstnih razlag definicije se pojavi delitev na realno in nominalno bistvo določenega pojma. Aristotel je v enem izmed svojih del zapisal, da lahko poznamo pomen določenega izraza, četudi nismo prepričani, kako naj bi ta stvar izgledala. 
Na podlagi Aristotelovih dognanj še danes razlikujemo med nominalno in realno definicijo. Nominalna definicija pojasnjuje pomen pojma, realna pa ga poskuša ponazoriti v konkretnem svetu. 

## Meje in prepreke pri definiranju
Pri definiranju se je treba zavedati dejstva, da imajo vsi naravni jeziki kljub svojemu nenehnemu širjenju omejeno število besed, zato ne moremo definirati popolnoma vseh besed v jeziku, velikokrat pa lahko naletimo tudi na krožne definicije (v razlagi naletimo na pojem, ki ga razlagamo).
Mnogi filozofi se naslanjajo na načelo, da pojma ne moremo definirati, ko nimamo na razpolago nobene nadpomenke, ki bi jo lahko uporabili v definiciji. Med tovrstne izraze sodijo »bitje«, »enota« in podobni leksemi.